# Oppervlakteruwheid

Meetinstrumentopstelling voor het bepalen van de oppervlakteruwheid

De oppervlakteruwheid, weergegeven in micrometers, is een begrip uit de tribologie (ook wel wrijvingskunde). De ruwheid van een oppervlak heeft invloed op de mechanische eigenschappen van het materiaal en op zijn toepassingen. Een kogellager met een glad oppervlak zal bijvoorbeeld minder weerstand geven dan een ruw oppervlak. Een pan van RVS met een lage oppervlakteruwheid zal makkelijker schoon te maken zijn, en er zal minder makkelijk aanhechting plaatsvinden van vuil en bacteriën. De oppervlakteruwheid is een eigenschap van de textuur van een materiaaloppervlak.

## Bepalen van de ruwheid
De ruwheidswaarde is te bepalen met behulp van een meetsonde of taster, een kleine gevoelige naald die de oppervlakte van een materiaal aftast. Deze meet de pieken en dalen in de oppervlakte, in geval van een geslepen plaat dus de diepte en hoogte van een slijpkras. Op basis van deze diepten en hoogten wordt de oppervlakteruwheid door het meetinstrument weergegeven in een Ra-waarde, een Rmax of een Rz-waarde. Een professionele oppervlakte ruwheidsmeter geeft alle drie deze waarden weer. Bekende merken apparatuur voor het meten van ruwheid zijn Mitutoyo,  Mahr en Taylor Hobson.

### De gemiddelde ruwheid Ra
De gemiddelde ruwheid Ra (gegeven in μm) is de gemiddelde grootte van de afwijkingen van het oppervlakteprofiel ten opzichte van het golfprofiel. Het oppervlakteprofiel is hier de oppervlakte met al haar pieken en dalen, het golfprofiel is hier de theoretische vorm van het oppervlak wanneer het oppervlak een ruwheid van 0 zou hebben gehad.
{\displaystyle R_{a}={\frac {1}{L}}*\int _{x=0}^{x=L}|y|dx}
In deze formule geldt: 
- L = een zekere meetlengte van een oppervlak waarvan de ruwheid wordt bepaald
- y = de diepte of hoogte van elke piek of dal van het oppervlakteprofiel ten opzichte van het golfprofiel

### De ruwheidshoogten Rzen Rmax
Bij het bepalen van de ruwheidshoogte wordt niet gekeken naar de gemiddelde afwijking van de onregelmatigheden, maar naar het verschil tussen de hoogste en de laagste afwijking. De ruwheidshoogte Ry wordt bepaald door de totale meetlengte L te verdelen in vijf gelijke delen. Van elk van deze delen wordt het verschil tussen de hoogste en de laatste piek, de ruwheidshoogte Ry bepaald. De hoogste waarde van deze vijf noemt men de maximale ruwheidshoogte Rmax (ook wel Rt), en het gemiddelde van de vijf waarden noemt men de gemiddelde ruwheidshoogte Ry5, of ook wel Rz .

## Wenselijkheid van ruwheid
Een lage ruwheid kan in veel gevallen de bedoeling zijn. Bacteriën en micro-organismen gedijen goed op een grove structuur, porositeit, microscheurtjes en andere oneffenheden. Door een oppervlak eerst te ontdoen van oneffenheden door te slijpen en te schuren legt men een basis voor een goede oppervlakteruwheid. Na het "schoonslijpen" van het oppervlak (bijvoorbeeld door te honen) kan een oppervlakte geschuurd en gepolijst worden met schuurmiddelen met een steeds fijnere korrel, waardoor de ruwheidshoogten stapsgewijs verkleind worden. Hoe lager de ruwheid, des te kleiner is de kans op corrosie.
In enkele gevallen is een hoge ruwheidswaarde gewenst, als men bijvoorbeeld een betere hechting wil bij het verlijmen van RVS-platen. Deze kunnen opgeruwd worden door het RVS grof te slijpen. De platen zullen dan beter hechten op een onderplaat of gevel. Ook bij anti-slip-toepassingen kan men gaan voor een hoge ruwheidswaarde, te bereiken door zeer grof te slijpen.